# Kentish Town
Kentish Town là một khu vực nằm ở tây bắc Luân Đôn, Anh, toạ lạc tại Khu Camden của Luân Đôn.
Công trình thành phố lớn nhất tại Kentish Town là nhà tắm công cộng St Pancras, khai trương năm 1900,do T.W. Aldwinckle thiết kế. Nhà tắm đã đóng cửa vào tháng 1 năm 2007 để sửa chữa làm mới và tái mở cửa vào cuối tháng 7 năm 2010.

## Địa điểm lân cận
- Camden Town và Chalk Farm phía nam
- Barnsbury phía tây nam
- Tufnell Park và Holloway phía đông
- Dartmouth Park và Archway phía đông bắc
- Highgate phía bắc
- Hampstead và Belsize Park phía tây